# Бруслина карликова
Брусли́на ка́рликова (Euonymus nanus) — рідкісна багаторічна рослина родини бруслинових. Релікт, занесений до Червоної книги України у статусі «Вразливий». Декоративна та фітомеліоративна культура.

## Опис

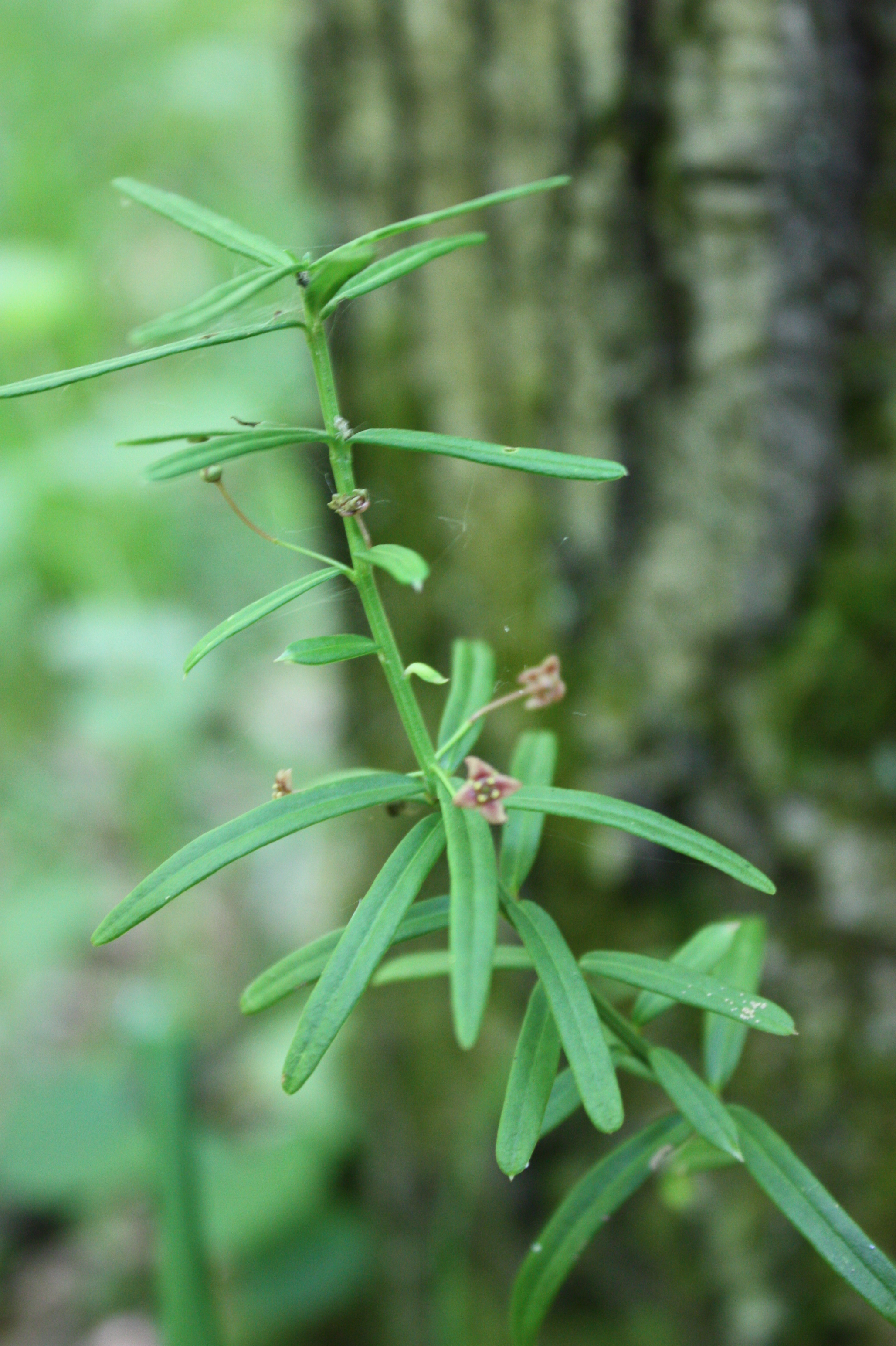
Квітучий пагін

Вічнозелений або напіввічнозелений сланкий кущ заввишки 10–100 см, завширшки до 140 см, хамефіт. Кореневище довге, дерев'янисте. Молоді пагони зелені, вкриті поздовжніми борозенками, з численними бородавчастими наростами, згодом стають сіро-коричневими. Вегетуючі пагони, як правило, стеляться по землі і вкорінюються, квітучі пагони підіймаються над її поверхнею. Бруньки дрібні, кулясто-яйцеподібні. Розташування листків на стеблі чергове з нерівномірними проміжками, інколи майже супротивне, у верхній частині пагона вони часто зібрані в колотівки. Листкові черешки завдовжки 1–3 мм. Листки завдовжки 1–4 см, шкірясті, видовжено-ланцетні, біля основи клиноподібні, на верхівці заокруглено-загострені, з ледь загнутим, невиразно пильчастим краєм та вдавленою центральною жилкою. Колір верхнього боку листків яскраво-зелений, нижнього — сизуватий, восени листя набуває привабливого яскраво-червоного кольору.
Квітки двостатеві, актиноморфні, чотиричленні, бурувато-червоні (рідше — зеленкуваті), завширшки 5–7 мм, поодинокі або зібрані по 2–3 штуки у напівзонтики. Вони розташовані на тонких квітконосах завдовжки до 2 см, що виходять з пазух нижніх листків цьогорічних пагонів.
Плід — чотирилопатева, повисла, блідо-жовта, рожева або зеленкувата коробочка завдовжки до 1 см. Насінини буро-червоні, кулясті, завширшки до 3 мм, наполовину вкриті зморшкуватим помаранчевим принасінником.

## Екологія
Рослина морозостійка, тіньовитривала, посухостійка. Часто зростає на карбонатних ґрунтах, у затінених, злегка зволожених місцях: тальвегах балок, долинах річок та струмків, поміж скелями. У горах підіймається до висоти 2500 м над рівнем моря (в межах України не вище 800 м). Вид притаманний угрупованням класу Querco-Fagetea.
Розвиток рослин починається у квітні, завершується у жовтні. Цвітіння відбувається у червні-липні, плоди достигають у серпні-вересні. Виділяють дві екологічні форми: низькорослу неквітучу, приурочену до затінених місць, та високорослу, квітучу і плодоносну, приурочену до освітлених місць. Основним способом розмноження є вегетативний: сланкі пагони легко укорінюються і дають початок новим особинам. Насіння цього виду швидко втрачає схожість.
В природі та культурі бруслину карликову вражають попелиці та яблунева міль.

## Поширення
Ареал бруслини карликової розірваний на декілька відокремлених ділянок. Східний ексклав охоплює гори Центральної Азії, Тибет, Китай та Монголію. Західні ділянки включають Кавказ, Крим, Придніпровську, Подільську та Молдовську височини, плато Сучава в Румунії. Крім цих регіонів бруслину карликову виявлено у Польщі.
В Україні зафіксовано близько 30 локальних популяцій виду, переважна більшість яких зосереджена на Поділлі. Площа осередків коливається від 0,3 до 20 га, середня щільність популяцій становить 1-5 пагонів на 1 м², максимальна — 17 пагонів на 1 м². Спостерігається тенденція до зменшення щільності популяцій та їх повної елімінації.

## Значення і статус виду
Причинами скорочення чисельності виду в Україні є вирубування лісів, гідромеліорація, витоптування худобою. Певною мірою впливає і відсутність насіннєвого розмноження. Водночас, в окремих місцях бруслина карликова заселяє вторинні порушені екотопи. Рослина охороняється в заказниках загальнодержавного значення «Чорний Ліс», «Бритавський», «Урочище Устянська Дача», «Циківський», «Урочище Совий Яр», «Іванковецький», «Кармалюкова Гора». З метою охорони заборонено заготівлю рослин, порушення умов місцезростання, знищення лісів, крім того, вид запропоновано включити до Європейського Червоного списку. Окрім України бруслина карликова охороняється в Росії, де вона занесена до національної Червоної книги.
В культурі цей вид відомий з 1830 року. Рослина декоративна, особливо під час плодоношення, придатна для солітерних (поодиноких) і групових насаджень у садах і парках. Бруслина карликова добре переносить стрижку, тому з неї можна створювати низькі бордюри. Легко прищеплюється на бруслину європейську, утворюючи при цьому плакучу форму. В культурі окрім розмноження відводками застосовують також, поділ кущів і живцювання, причому життєздатність живців цього виду практично 100 %. Насіння проростає без стратифікації, проте через швидку втрату схожості висівати його краще восени.
В Україні з демонстраційною метою бруслину карликову вирощують у Національному ботанічному саду імені Миколи Гришка, Донецькому, Нікітському, Кам'янець-Подільському ботанічних садах, а також в ботанічних колекціях Львівського, Київського, Ужгородського, Українського державного лісотехнічного, Чернівецького університетів, в дендропарках «Асканія-Нова», «Олександрія», «Софіївка», «Тростянець». В дендропарках «Устимівському» та «Веселі Боковеньки» сформувались гомеостатичні інтродукційні популяції виду, подібні за структурою до природних.

## Синоніми
- Cneorum tricoccon Gueldenst. ex M.Bieb.
- Euonymus caucasicus Lodd. ex Loudon
- Euonymus koopmannii Lauche
- Euonymus linifolius Dippel
- Euonymus nana — це первинна версія основної назви. Вона вживалась, оскільки раніше вважалось, що родова назва Euonymus жіночого роду.
- Euonymus nanus var. turkestanicus Dieck
- Euonymus rosmarinifolius Vis.